# Mojorejo (Wates)
Mojorejo is een bestuurslaag in het regentschap Blitar van de provincie Oost-Java, Indonesië. Mojorejo telt 3023 inwoners (volkstelling 2010).